# Estação Fonte do Cuco
Fonte do Cuco é uma estação ferroviária do Metro do Porto, que se situa em Portugal, na Avenida Fabril do Norte, na cidade e freguesia da Senhora da Hora, município de Matosinhos.